# Функ, Альфред
Альфред Функ (нем. Alfred Funk; 27 июня 1897, Кёнигсберг, Германская империя — 16 ноября 1943, Ровно, рейхскомиссариат Украина) — немецкий судья и активный национал-социалист, оберфюрер СА.

## Биография
Функ изучал юриспруденцию в Кёнигсбергском университете. В 1916 году, в разгар Первой мировой войны, он стал членом студенческой корпорации «Литуания» и вскоре был призван на фронт, где в результате ранения потерял правую кисть. После возвращения домой вступил в Немецкую отечественную партию. Позже присоединился к Германской народной партии свободы, а с появлением НСДАП перешел туда, одновременно вступив в СА.
В 1922 году получил в Кёнигсберге степень доктора права за диссертацию «Невозможность требования исполнения действия, составляющего содержание обязательства, точного соблюдения договора и изменения договора» (Nichtzumutbarkeit der Leistung, Vertragstreue und Vertragsabänderung). С 1927 года работал в судебных органах. 6 марта 1934 года Функ, будучи специальным уполномоченным главы Объединения студенческих корпораций Макса Блунка, приостановил деятельность корпорации «Балтия Кёнигсберг». В 1936—1939 годах был председателем чрезвычайного суда в суде земли Кёнигсберг. Затем недолго возглавлял суд земли в Эльбинге, после чего стал председателем судебной коллегии в верховном суде Кёнигсберга, а также судебным комиссаром по вопросам перехода на новый правопорядок в Мемельланде. После образования рейхскомиссариата Украина Функ стал шефом его головного отдела права и президентом верховного немецкого суда на Украине, а в 1943 году параллельно возглавил суд земли в новом административном округе Цихенау.
16 ноября 1943 года он был застрелен в здании суда в Ровно Николаем Кузнецовым. Посмертно Функ был награждён Крестом Военных заслуг 1-й степени с мечами.